# رویکردهای دانشورانه به عرفان
رویکردهای دانشورانه به عرفان شامل گونه‌شناسی عرفان و تبیین حالات عرفانی می‌باشد. از قرن ۱۹ میلادی، تجربه‌های عرفانی به عنوان مفهومی متمایز تکامل پیدا کردند. تجربه‌های عرفانی به‌طور نزدیکی با «عرفان» مرتبط است لکن تأکید منحصری بر جنبه تجربی می‌کند، خواه خودانگیخته باشد یا برانگیخته از رفتار بشری، در حالی که عرفان گستره وسیعی از عادات را که دگرگونی شخص را هدف قرار داده‌اند، و نه صرفاً برانگیختن تجربیات عرفانی را، در بر می‌گیرد.
مباحثه ای دیرپا بر سر طبیعت آنچه که «عرفان‌گرایی دروان‌گرا» می‌نامند وجود دارد.
برخی تحقیقات عصب شناختی کوشیده‌اند تا مشخص کنند کدام نواحی در مغز در آنچه که «تجربه عرفانی» خوانده می‌شود دخیلند و لوب گیجگاهی اغلب ادعا می‌شود که نقش قابل توجهی را بازی می‌کند.